# فترة الممارسة الشائعة
فترة الممارسة الشائعة بالإنجليزية Common practice period
في تاريخ الموسيقى الأوربية التي تعرف باسم الموسيقى الكلاسيكية، فترة الممارسة الشائعة - التي تستغرق عصر الباروك والعصر الكلاسيكي والعصر الرومانسي دام من نحو 1600 حتى نحو 1900.